# إينار غاليليا
إينار غاليليا (بالإسبانية: Einar Galilea)‏ (22 مايو 1994 بفيتوريا-غاستيز في إسبانيا - ) هو لاعب كرة قدم إسباني في مركز الدفاع. لعب مع ديبورتيفو ألافيس وديبورتيفو ألافيس ب.

## روابط خارجية
- إينار غاليليا على موقع رابطة كرة القدم الفرنسية للمحترفين (الإنجليزية)
- إينار غاليليا على موقع قاعدة بيانات كرة القدم.إي يو (الإنجليزية)
- إينار غاليليا على موقع Soccerway.com (الإنجليزية)
- إينار غاليليا على موقع عالم كرة القدم.نت (الإنجليزية)
- إينار غاليليا على موقع AS.com (الإسبانية)